# Pocasset (Massachusetts)
Pocasset é um lugar designado pelo censo localizado no condado de Barnstable no estado estadounidense de Massachusetts. No Censo de 2010 tinha uma população de 2.851 habitantes e uma densidade populacional de 112,51 pessoas por km².

## Geografia
Pocasset encontra-se localizado nas coordenadas 41° 41′ 20″ N, 70° 38′ 21″ O. Segundo a Departamento do Censo dos Estados Unidos, Pocasset tem uma superfície total de 25.34 km², da qual 9.52 km² correspondem a terra firme e (62.42%) 15.82 km² é água.

## Demografia
Segundo o censo de 2010, tinha 2.851 pessoas residindo em Pocasset. A densidade populacional era de 112,51 hab./km². Dos 2.851 habitantes, Pocasset estava composto pelo 95.09% brancos, o 1.86% eram afroamericanos, o 0.53% eram amerindios, o 0.7% eram asiáticos, o 0% eram insulares do Pacífico, o 0.28% eram de outras raças e o 1.54% pertenciam a duas ou mais raças. Do total da população o 0.98% eram hispanos ou latinos de qualquer raça.